# Jens Vilhelm Bing
Jens Vilhelm Bing (7. december 1707 i Beitstad i Trondhjems Stift – 1754 i København) var en dansk læge, brodersøn af Jens Bing, søn af kapellan Villads Jensen Bing og Magdalene Susanne f. Lund, bror til Just Bing.
Fra sin tidlige ungdom nærede han levende interesse for kirurgien, kom 1726 til København for at nyde godt af sin farbroders og professor Johannes de Buchwalds undervisning og foretog senere en mangeårig uddannelsesrejse til tyske, franske og hollandske læreanstalter, hvor han navnlig dyrkede studiet af fødselshjælpen, et fag Buchwald havde givet ham interesse for. Han opholdt sig længe i Strasburg hos Fried den ældre, den berømte forstander for Tysklands nyindrettede første fødselsstiftelse, ligesom han vistnok også med udbytte har uddannet sig hos den ansete fødselshjælper Grégoire i Paris, der er en af den uskadelige fødselstangs tidlige opfindere.
Da han endelig 1737 kom tilbage til København, blev han også snart en søgt fødselshjælper, i hvilken henseende hans virksomhed fik en særlig fremtrædende betydning derved, at han selv konstruerede en fødselstang og anvendte dette instrument, hvis brug endnu ikke var kendt her hjemme. Han var i den retning forud for sin tid, der endnu ikke forstod at vurdere hans opfindelse, som således er gået temmelig ubemærket hen her hjemme.
Dertil har i øvrigt også den omstændighed væsentlig bidraget, at han selv ikke har publiceret nogen beskrivelse af instrumentet. Først senere har Matthias Saxtorph fremdraget Bings fortjenester. I Tyskland vandt hans opfindelse derimod snart anerkendelse, og tangen – ligesom også et andet af ham opfundet instrument, et perforatorium (forfex) – blev beskrevet og afbildedet i en publikation af J.G. Janck i Leipzig (1750); i en afhandling af professor Boehmer i Berlin beskrives den ligeledes.
I øvrigt erhvervede han sig hurtig en anset stilling i København, fik ikke alene (1739) en kongelig bevilling til at praktisere offentlig i medicin og kirurgi, men blev også medlem af Collegium Medicum og af jordemoderkommissionen. 1740 lod han sig eksaminere ved amfitheatret, og 1744 blev han immatrikuleret ved universitetet, hvorefter han 1746 disputerede for den medicinske doktorgrad med en afhandling af obstetricisk indhold. I en årrække var han læge ved søkadetkorpset og fra 1753 tillige læge ved waisenhuset.